# アンナ・マリーア・ルイーザ・デ・メディチ
アンナ・マリーア・ルイーザ・デ・メディチ（Anna Maria Luisa de'Medici, 1667年8月11日 - 1743年2月18日）は、ピッティ宮殿で暮らした最後のメディチ家直系の人物。

## 生涯
トスカーナ大公コジモ3世とマルゲリータ・ルイーザ（オルレアン公ガストンの娘）の娘としてフィレンツェに生まれた。トスカーナ大公子フェルディナンドは兄、最後のメディチ家のトスカーナ大公ジャン・ガストーネは弟である。父コジモ3世は男児が生まれないことを憂慮して、アンナ・マリーアをジャン・ガストーネの次期大公とすべく奔走したが、叶わなかった。
1691年、プファルツ選帝侯ヨハン・ヴィルヘルムと結婚。子供のないまま1716年に夫と死別した。フィレンツェに戻ったアンナ・マリーアはピッティ宮殿に暮らした。厳格で超然とした人物だったと伝えられており、ミサや慈善活動に私財を投じ、サン・ロレンツォの一族の霊廟を訪れていたという。
1743年に死去。アンナ・マリーアは遺言として「メディチ家のコレクションがフィレンツェにとどまり、一般に公開されること」を条件に、すべての美術品をトスカーナ政府に寄贈した。これによりメディチ家の財産は、フィレンツェの遺産として現代まで遺されることとなった。